# Гайанский диплобатис
Гайанский диплобатис (лат. Diplobatis pictus) — вид скатов рода диплобатисов семейства лат. Narcinidae отряда электрических скатов. Это хрящевые рыбы, ведущие донный образ жизни, с крупными, уплощёнными грудными плавниками в форме диска и с длинным хвостом. Они способны генерировать электрический ток. Обитают в центрально-западной части Атлантического океана на глубине до 130 м. Максимальная зарегистрированная длина 13,7 см. 

## Таксономия
Впервые вид был научно описан в 1984 году. Видовое название происходит от слова лат. pictus — «рисунок».

## Ареал
Гайанские диплобатисы обитают в центрально-западной части Атлантического океана у побережья Бразилии, Французской Гвианы, Гайаны, Суринама и Боливарианской Республики Венесуэлы. Эти скаты встречаются на континентальном шельфе на глубине от 2 до 130 м.

## Описание
У этих скатов овальные и закруглённые грудные диски и довольно длинный хвост. Имеются два спинных плавника. У основания грудных плавников сквозь кожу проглядывают электрические парные органы в форме почек. Дорсальная поверхность тела окрашена в светло-коричневый цвет и покрыта множеством тёмно-коричневых и белых пятнышек. На внешних краях грудных и брюшных дисков имеются округлые тёмно-коричневые отметины неправильной формы. На хвостовом плавнике у основания и ближе к концу расположены тёмные полосы. Вентральная поверхность белая. Максимальная зарегистрированная длина 13,7 см, по другим данным 18 см.

## Биология
Диплобатисы являются медлительными донными рыбами. Они способны генерировать электрический ток средней силы. Размножаются яйцеживорождением, эмбрионы вылупляются из яиц в утробе матери.

## Взаимодействие с человеком
Эти скаты иногда попадаются в качестве прилова при коммерческом промысле креветок методом траления. Международный союз охраны природы присвоил этому виду статус «Уязвимый».